# Pedro Martelo
Pour les articles homonymes, voir Correia.
Pedro Alves Correia, plus communément appelé Pedro Martelo, est un footballeur portugais né le 12 octobre 1999 à Évora. Il évolue au poste d'attaquant.

## Biographie

### En club
Il joue à partir de 2018 avec l'équipe B du Sporting Braga,.

### En sélection
Avec le Portugal des moins de 19 ans, il remporte le championnat d'Europe des moins de 19 ans en 2018. Il marque un but lors de la finale contre l'Italie.

## Palmarès
Avec le Portugal :
- Vainqueur du championnat d'Europe des moins de 19 ans en 2018 avec l'équipe du Portugal des moins de 19 ans